# Лаппеенранта
Ла́ппеенра́нта (фін. Lappeenranta Фінською: [ˈlɑpːeːnˌrɑntɑ]; Ві́льманстра́нд, швед. Villmanstrand) — місто та муніципалітет у Фінляндії, у губернії Східна Фінляндія, адміністративний, економічний та культурний центр провінції Південна Карелія. Розташований в західній частині історичної провінції Карелія, на південному березі озера Сайма, поблизу російсько-фінського кордону. Населення міського муніципалітету становить близько 73 000 осіб. За розміром місто тринадцяте по величині у Фінляндії.
На честь території названо астероїд 1504 Лаппеенранта.

## Історія
7 листопада 2016 року стало відомо про DDoS-атаку проти невстановлених інформаційних систем в одній з країн Європи. Серед іншого, ця атака зачепила системи управління опаленням та постачанням теплої води в двох житлових будинках в місті Лаппеенранта на сході Фінляндії. Механізм захисту системи управління автоматично перезапускав її внаслідок сплеску трафіку, що зробило систему непрацездатною. Атака тривала з кінця жовтня до 3 листопада 2016 року. Вражені системи управління перебували у власності компанії Valtia, а температура повітря в місті була нижче 0 °C (до —7 °C).